# Скшишув (гмина)
Скшишув (пол. Skrzyszów) — сельская гмина (волость) в Польше, входит как административная единица в Тарнувский повет, Малопольское воеводство. Население — 12 884 человека (на 2004 год).

## Демография
| Перепись                       | Всего   | Всего | Женщины | Женщины | Мужчины | Мужчины |
| ------------------------------ | ------- | ----- | ------- | ------- | ------- | ------- |
| Единицы                        | человек | %     | человек | %       | человек | %       |
| Население                      | 12 884  | 100   | 6488    | 50,4    | 6396    | 49,6    |
| Плотность населения (чел./км²) | 149,4   | 149,4 | 75,2    | 75,2    | 74,2    | 74,2    |

## Сельские округа
1. Ладна
2. Ленкавица
3. Погурска-Воля
4. Скшишув
5. Шинвалд

## Соседние гмины
1. Гмина Чарна
2. Гмина Пильзно
3. Гмина Рыглице
4. Тарнув
5. Гмина Тарнув
6. Гмина Тухув